# Léo Sena
Leonardo de Souza Sena, meglio noto come Léo Sena (San Paolo, 31 dicembre 1995), è un calciatore brasiliano, centrocampista del Sydney FC.

## Caratteristiche tecniche
È un centrocampista che gioca principalmente come regista, ma che può essere impiegato anche da trequartista.

## Carriera
Cresciuto nel settore giovanile del Goiás, ha esordito in prima squadra il 14 febbraio 2016 disputando l'incontro del Campionato Goiano pareggiato 2-2 contro l'Atl. Goianiense.
Il 2 ottobre 2020 viene acquistato in prestito con diritto di riscatto dallo Spezia. Debutta con il club ligure il 28 ottobre 2020 nel successo esterno per 2-0 in Coppa Italia contro il Cittadella. L'esordio in massima serie lo consegue il 7 novembre seguente nel successo in trasferta per 3-0 contro il Benevento. Dopo avere trovato poco spazio nel girone d'andata, in quello di ritorno viene impiegato maggiormente dall'allenatore delle aquile Vincenzo Italiano.
Il 2 giugno 2021 viene riscattato dagli spezzini. Non avendo giocato più una partita a causa dei postumi dell'infezione da COVID-19, il 29 luglio 2022 rescinde il proprio contratto con lo Spezia ed il 26 agosto 2022 torna al Goias, il 9 settembre 2022 dopo 1 mese rescinde il contratto con il Goias, successivamente si riunisce al club, il giocatore decide di non rinnovare il contratto con il club rimanendo svincolato.
Nell'estate 2023 si trasferisce in Bulgaria, tra le file del Lokomotiv Plovdiv. L'avventura si è però esaurita prima del previsto e a Gennaio 2024 il centrocampista ha firmato con l'Esporte Clube Água Santa, club paulista delle serie inferiori.
Il 16 Agosto 2024 lascia nuovamente il Brasile, firmando un contratto con gli australiani del Sydney FC fino al 30 giugno 2026.

## Statistiche
Statistiche aggiornate al 31 ottobre 2021.

### Presenze e reti nei club
| Stagione        | Squadra          | Campionato      | Campionato | Campionato | Coppe nazionali | Coppe nazionali | Coppe nazionali | Coppe continentali | Coppe continentali | Coppe continentali | Altre coppe | Altre coppe | Altre coppe | Totale | Totale | Totale |
| Stagione        | Squadra          | Comp            | Pres       | Reti       | Comp            | Pres            | Reti            | Comp               | Pres               | Reti               | Comp        | Pres        | Reti        | Pres   | Reti   |        |
| --------------- | ---------------- | --------------- | ---------- | ---------- | --------------- | --------------- | --------------- | ------------------ | ------------------ | ------------------ | ----------- | ----------- | ----------- | ------ | ------ | ------ |
| 2016            | Goiás            | PD/GO+B         | 6+35       | 1+0        | CB              | 1               | 0               | -                  | -                  | -                  | -           | -           | -           | 42     | 1      |        |
| 2017            | Goiás            | PD/GO+B         | 28+15      | 0          | CB              | 6               | 0               | -                  | -                  | -                  | -           | -           | -           | 49     | 0      |        |
| 2018            | Goiás            | PD/GO+B         | 14+13      | 0          | CB              | 6               | 0               | -                  | -                  | -                  | -           | -           | -           | 33     | 0      |        |
| 2019            | Goiás            | PD/GO+A         | 30+15      | 0          | CB              | 2               | 0               | -                  | -                  | -                  | -           | -           | -           | 47     | 0      |        |
| Totale Goiás    | Totale Goiás     | Totale Goiás    | 78+78      | 1          |                 | 15              | 0               |                    | -                  | -                  |             | -           | -           | 171    | 1      |        |
| giu.-ott. 2020  | Atlético Mineiro | PD/MI+A         | 2+1        | 0          | CB              | 0               | 0               | -                  | -                  | -                  | -           | -           | -           | 3      | 0      |        |
| ott. 2020-2021  | Spezia           | A               | 16         | 0          | CI              | 3               | 0               | -                  | -                  | -                  | -           | -           | -           | 19     | 0      |        |
| 2021-2022       | Spezia           | A               | 0          | 0          | CI              | 0               | 0               | -                  | -                  | -                  | -           | -           | -           | 0      | 0      |        |
| Totale Spezia   | Totale Spezia    | Totale Spezia   | 16         | 0          |                 | 3               | 0               |                    | -                  | -                  |             | -           | -           | 19     | 0      |        |
| Totale carriera | Totale carriera  | Totale carriera | 96+79      | 1          |                 | 18              | 0               |                    | -                  | -                  |             | -           | -           | 193    | 1      |        |